# Amabela delicata
Amabela delicata är en fjärilsart som beskrevs av Heinrich Benno Möschler 1880. Amabela delicata ingår i släktet Amabela och familjen nattflyn. Inga underarter finns listade i Catalogue of Life.